# Shuta Araki
Shuta Araki (荒木 秀太 Araki Shuta?), född 11 september 1999 i Kyoto prefektur, är en japansk fotbollsspelare.
Araki började sin karriär 2017 i Cerezo Osaka.